# Ньюпорт (Вісконсин)
Ньюпорт (англ. Newport) — місто (англ. town) в США, в окрузі Колумбія штату Вісконсин. Населення — 607 осіб (2020).

## Демографія
Згідно з переписом 2010 року, у місті мешкало 586 осіб у 254 домогосподарствах у складі 172 родин. Було 328 помешкань
Расовий склад населення:
| - 96,8 % — білих - 0,9 % — азіатів - 0,2 % — корінних американців - 0,2 % — чорних або афроамериканців - 1,0 % — осіб інших рас |

До двох чи більше рас належало 1,0 %. Частка іспаномовних становила 3,6 % від усіх жителів.
За віковим діапазоном населення розподілялося таким чином: 18,4 % — особи молодші 18 років, 64,4 % — особи у віці 18—64 років, 17,2 % — особи у віці 65 років та старші. Медіана віку мешканця становила 46,3 року. На 100 осіб жіночої статі у місті припадало 104,2 чоловіків;  на 100 жінок у віці від 18 років та старших — 104,3 чоловіків також старших 18 років.
Середній дохід на одне домашнє господарство  становив 85 884 долари США (медіана — 70 833), а середній дохід на одну сім'ю — 106 495 доларів (медіана — 89 659). Медіана доходів становила 50 875 доларів для чоловіків та 47 000 доларів для жінок. За межею бідності перебувало 2,2 % осіб, у тому числі 0,0 % дітей у віці до 18 років та 3,0 % осіб у віці 65 років та старших.
Цивільне працевлаштоване населення становило 330 осіб. Основні галузі зайнятості: виробництво — 21,2 %, мистецтво, розваги та відпочинок — 14,5 %, освіта, охорона здоров'я та соціальна допомога — 13,0 %.